# Eugène de Ligne
Eugène François Charles Joseph Lamoral de Ligne d'Amblise et d'Epinoy, w lit. pol. także Eugeniusz Lamoral de Ligne (ur. 28 stycznia 1804 w Brukseli, zm. 20 maja 1880 tamże) – belgijski polityk liberalny, w 1852–1879 przewodniczący Senatu, 1863–1870 minister stanu; dyplomata; arystokrata rodowy, książę de Ligne w 1814–1880.

## Życiorys
Był jedynym synem Louisa-Eugène'a (1766–1813) i Josephy Louisy z d. van der Noot Gravin van Duras (1785–1863). Kiedy miał 9 lat zmarł jego ojciec, a matka ponownie wyszła za mąż za Karela Ferdinanda d'Oultremont (1789–1852). Z tego małżeństwa pochodzi dwóch przyrodnich braci de Ligne'a: Octave (1815–1898) i Adrien (1828–1898). 13 grudnia 1814 roku, wraz ze śmiercią dziadka Charlesa-Josepha (1735–1814) odziedziczył tytuł księcia de Ligne i znaczne dobra ziemskie (ok. 6 tys. ha) skupione wokół rodowej siedziby, zamku Belœil koło Tournai.
W czasie rewolucji belgijskiej (1830) przystąpił do stronnictwa reformistycznego. Z jego poparcia podjął misję dyplomatyczną, bezskutecznie przekonując króla Niderlandów Wilhelma I do wstrzymania interwencji zbrojnej. W 1831 delegacja Izby Reprezentantów zaproponowała mu objęcie rządów królewskich, jednak de Ligne odmówił. Był bowiem zwolennikiem umiarkowanej linii liberalnej, reprezentowanej przez oranistów, proponującej kandydaturę księcia Fryderyka (1797–1881). W 1834 wraz ze swoim teściem Georges'em de Trazegnies (1762–1849) wykupił stado koni należących do króla, aby następnie mu je podarować. Spotkało się to z ostrą krytyką prasy, która spowodowała masowe wystąpienia ludności Brukseli przeciwko de Lignemu. Wobec tych wydarzeń w latach 1834–1837 przebywał na emigracji w Wiedniu. W 1837 roku powierzono mu misję dyplomatyczną w Londynie, następnie w Paryżu (1842–1848).
Po powrocie do Belgii, w 1849 roku został wybrany do Senatu w okręgu Ath, przy poparciu Partii Liberalnej. W latach 1852–1879 pełnił funkcję przewodniczącego izby. 13 maja 1863 roku Leopold I powierzył mu tekę ministra stanu w rządzie Charles'a Rogiera (1800–1885). Sprawował tę funkcję także w kolejnym gabinecie Walthère'a Frère-Orbana (1812–1896), aż do dymisji rządu 2 lipca 1870. Sprzeciwiał się tendencjom antyklerykalnym w obozie rządzącym, agitując przeciwko sekularyzacji szkolnictwa. W 1879 zrzekł się mandatu senatora, protestując przeciw wprowadzeniu reformy.
Wspierał artystów i naukowców, m.in. fundując wydatki Johanna Straussa (1825–1899) i jego orkiestry w czasie pobytu w Belgii. Był prezesem Belgijskiego Towarzystwa Rolniczego. Szczególnie interesował się gromadzeniem książek, wśród których miały znaleźć się również dzieła Adama Mickiewicza.
Izabela II uhonorowała go tytułem granda Hiszpanii (1846).
Zmarł w 20 maja 1880 roku, po czym został pochowany w kaplicy zamku Belœil. Tytuły księcia de Ligne i granda Hiszpanii odziedziczył po nim wnuk Louis (1854–1918). Dekretem Alberta I z 31 maja 1923 roku został pośmiertnie uhonorowany tytułem księcia d'Amblise i d'Épinoy, przysługującym jego potomkom w linii męskiej, który przypadł drugiemu z wnuków Ernestowi (1857–1937).

## Rodzina
Był trzykrotnie żonaty. Po raz pierwszy zawarł związek 12 maja 1823 roku w Le Rœulx z Mélanie de Conflans (1802–1833), córką Charlesa Louisa (1772–1849) i Amélie de Croÿ (1774–1847). Z tego małżeństwa pochodzi pierworodny syn Eugène'a:
- Henri Maximilien Joseph Charles Louis (ur. 16 października 1824, zm. 27 listopada 1871) ⚭ Marguerite de Talleyrand-Périgord (1832–1917), córka Ernesta (1807–1871) i Marie Louise Le Peletier de Mortefontaine (1811–1893).

Ponownie ożenił się 21 lipca 1834 w Brukseli z Nathalie de Trazegnies (1811–1835), córką Georges'a (1762–1849) i Marie Louise de Maldeghem (1785–1844). Małżeństwo miało jedyną córkę:
- Nathalia Flora Georgina Eugénie (ur. 31 maja 1835, zm. 23 lipca 1863) ⚭ Rudolf von Croÿ (1823–1902), syn Alfreda (1789–1861) i Eleonore von Salm-Salm (1794–1871)[potrzebny przypis].

Trzeci i ostatni związek małżeński zawarł 28 października 1836 w Wiedniu z Jadwigą Lubomirską (1815–1895), córką Henryka (1777–1850) i Teresy Czartoryskiej (1785–1868). Z tego związku pochodzi czworo dzieci:
- Charles Joseph Eugène Henri Georges (ur. 17 listopada 1837, zm. 10 maja 1914) ⚭ Charlotte de Gontaut-Biron (1854–1933), córka Etienne Charlesa (1818–1871) i Charlotte Marie de FitzJames (1831–1905);
- Edouard Henri Auguste (ur. 7 lutego 1839, zm. 17 października 1911) ⚭ 1) Augusta Cunynghame (1836–1872), 2) Eulalie zu Solms-Braunfels (1851–1922), córka Carla (1812–1875) i Sophie zu Löwenstein-Wertheim-Rosenberg (1814–1876);
- Isabelle Hedwige Mathilde (ur. 15 kwietnia 1840, zm. 11 marca 1858);
- Marie Sophie Georgine Hedwige Eugénie (ur. 19 kwietnia 1843, zm. 3 marca 1898) ⚭ Sosthène de La Rochefoucauld (1825–1908), syn Sosthène'a (1785–1864) i Elisabeth Hélène de Montmorency-Laval (1790–1834).

## Odznaczenia
- Wielka Wstęga Orderu Leopolda (16 czerwca 1838)
- Kawaler Krzyża Wielkiego Orderu Ernestyńskiego (6 grudnia 1838)
- Kawaler Krzyża Wielkiego Legii Honorowej (22 sierpnia 1846)
- Kawaler Orderu Złotego Runa (1846: nr 971)
- Kawaler Orderu św. Januarego
- Kawaler Orderu Orła Czarnego
- Kawaler Orderu św. Huberta
- Kawaler Krzyża Orderu św. Michała
- Kawaler Krzyża Wielkiego Orderu Piusa IX
- Kawaler Orderu św. Jana Jerozolimskiego